# Nicolaus Degantz
Nicolaus Degantz (bl. Mitte des 15. Jahrhunderts in Greifswald) war ein deutscher Arzt.

## Leben
Über Nicolaus Degantz Herkunft, Ausbildungsweg ist nichts bekannt. Auch seine Lebensdaten liegen im Dunklen. Er gehörte mit Vitalis Fleck und Johann Stallkäper zu den ersten Ärzten, die an der Universität Greifswald Medizin lehrten. 1459 wird er in den Greifswalder Universitätsannalen als Lizentiat der Medizin benannt. Er schenkte der Universität 1459 eine namhafte Sammlung medizinischer Fachliteratur und wird deshalb zu den Mitbegründern der Universitätsbibliothek Greifswald gezählt. Adolf Häckermann vermutete daher, dass er seit Gründung der Universität 1456 dem Lehrkörper angehörte.